# نقش تيماء الهيروغليفي

نقش تيماء الهيروغليفي عثر على هذا النقش في عام 2010 وأثار وجوده بالقرب من تيماء تساؤلاً كبيراً عن السياق الحضاري الذي يمكن أن يفسر به وجود مثل هذا الخرطوش في عمق الشمال الغربي للجزيرة العربية. ولمعرفة ذلك أجرى علماء الآثار السعوديون بحثاً ميدانياً ومكتبياً توصلوا من خلاله إلى وجود طريق تجاري مباشر يربط وادي النيل بتيماء، كان مستخدماً في عهد الفرعون رمسيس الثالث في القرن الثاني عشر قبل الميلاد، وتسير عليه القوافل المصرية للتزود من تيماء بالبضائع الثمينة التي اشتهرت بها أرض مدين مثل البخور والنحاس والذهب والفضة.
و يعد هذا النقش أول نقش هيروغليفي يعثر عليه حتى الآن في الجزيرة العربية على صخرة ثابتة ويحمل توقيع ملكي – خرطوش - لأحد ملوك مصر الفراعنة وهو رمسيس الثالث الذي حكم مصر بين سنوات 1192- 1160 قبل الميلاد. , وتعد تيماء إحدى المدن المهمة في مملكة مدين، وسوقاً رئيسة للسلع الثمينة يتزود منها تجار وادي النيل ووادي الرافدين وبلاد الشام وهي تعد اليوم أحد أكبر المواقع الأثرية في المملكة العربية السعودية والجزيرة العربية، حيث تبلغ أطوال ما تبقى من الأسوار الأثرية التي تحيط بها في الوقت الراهن 13 كيلومتراً.و يؤكد هذا النقش وجود مبادلات تجارية مباشرة بين مصر والجزيرة العربية في القرن الثاني عشر قبل الميلاد وأن القوافل المصرية كانت تفد إلى تيماء قبل 3200 سنة للتزود بالبضائع النفيسة مثل الذهب والفضة والنحاس والبخور.

## طريق التجارة القديم بين «وادي النيل» و «الجزيرة العربية»
مسار هذا الطريق محدد بخراطيش (تواقيع ملكية) للملك رمسيس الثالث، وضعت على مناهل مياهه في شبه جزيرة سيناء والجزيرة العربية. ويمر هذا الطريق بعد وادي النيل – بميناء القلزم – السويس – حيث يوجد معبد للملك رمسيس الثالث ثم يسير بحراً إلى سرابيط الخادم بالقرب من ميناء أبو زنيمة على خليج السويس، حيث عثر على نقوش للملك رمسيس الثالث أيضاً، ثم يعبر شبه جزيرة سيناء بشكل عرضي ويمر على منهل وادي أبو غضا بالقرب من واحة نخل، حيث عثر فيه أيضاً على خرطوش مزدوج مماثل لخرطوش تيماء يحمل أسم الملك رمسيس الثالث، ثم يتجه الطريق إلى رأس خليج العقبة ويمر على موقع نهل ثم موقع تمنية، وقد عثر في كل منهما على خرطوش مزدوج للملك رمسيس الثالث يماثل خرطوش تيماء، كما توجد إشارة في بردية للملك رمسيس الثالث إلى إرساله أناساً لجلب النحاس من بلد مجاور.
الاهتداء لهذا الطريق سيشكل نقطة تحول في دراسة جذور العلاقات الحضارية بين مصر والجزيرة العربية، وهذا الطريق لم يستخدم لمناسبة واحدة، وهناك المزيد من المعلومات سيتم الكشف عنها في المستقبل. ويَتَوقَّع أيضاً وجود خراطيش أخرى على مسار الطريق - لرمسيس الثالث أو لغيره من ملوك مصر، في منطقة حسمي التي تفصل - وبطول 400 كم - بين تيماء ورأس خليج العقبة، وتتميز بواجهاتها الصخرية البديعة التشكيل والصالحة للكتابة والنقش، وتعمل الهيئة العامة للسياحة والتراث الوطني السعودية على تنفيذ مسح أثري دقيق لهذه المنطقة.

## وصلات خارجية
- اكتشاف نقش أثرى للملك الفرعونى رمسيس الثالث في تيماء , صحيفة تيماء الالكترونية في 8 نوفمبر 2010
- أول كشف أثري فرعوني بالسعودية لرمسيس الثالث, بوابة الأهرام، في 7 نوفمبر 2010